# Vaux-en-Pré
Vaux en Pré é uma comuna francesa na região administrativa de Borgonha-Franco-Condado, no departamento de Saône-et-Loire. Estende-se por uma área de 4,39 km². Em 2010 a comuna tinha 78 habitantes (densidade: 17,8 hab./km²).